# 布雷克
布雷克（法語：Brech，法語發音：[bʁɛk]）是法国莫尔比昂省的一个市镇，属于洛里昂区。

## 地理
布雷克（47°43'14"N, 2°59'44"W）面积40.86 平方千米，位于法国布列塔尼大區莫尔比昂省，该省份为法国西北部沿海省份，位于布列塔尼半岛南部，北起阿摩尔滨海省、西接菲尼斯泰尔省，南濒大西洋，东南接大西洋卢瓦尔省，东临伊勒-维莱讷省。
与布雷克接壤的市镇（或旧市镇、城区）包括：普吕维涅、普吕讷雷特、普吕梅尔加、歐賴、普莱梅勒、洛科阿勒-芒东、朗多勒、克拉克。

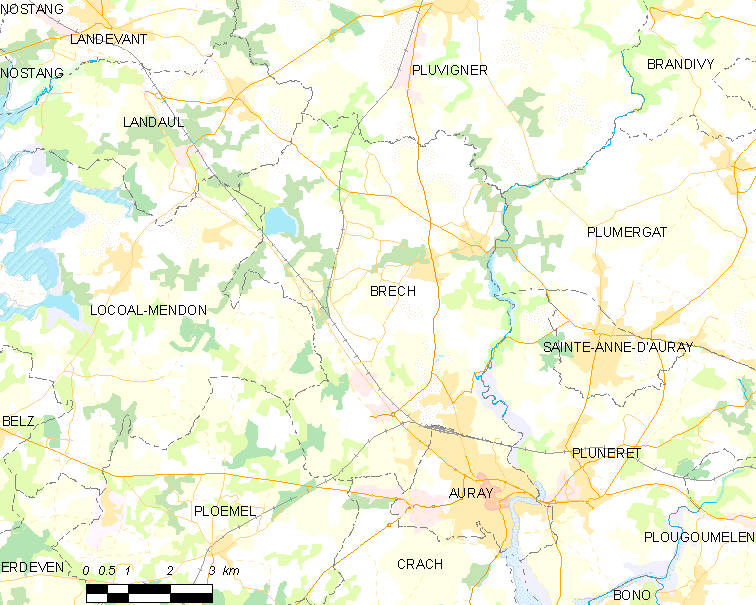
布雷克的OSM定位图

布雷克的时区为UTC+01:00、UTC+02:00（夏令时）。

## 行政
布雷克的邮政编码为56400，INSEE市镇编码为56023。

## 政治
布雷克所属的省级选区为普吕维涅县。

## 人口

1962-2008年间布雷克人口变化图示

布雷克于2022年1月1日时的人口数量为7057人。